# Gidon Kremer
Gidon Kremer (lotyšsky Gidons Krēmers, rusky Гидо́н Ма́ркусович Кре́мер, * 27. února 1947, Riga) je lotyšský houslista a dirigent.

## Život
Oba jeho rodiče byli houslisté. Otec Markus Kremer (1898–1981) byl židovského původu. Období holokaustu přežil, musel se však dva roky skrývat ve sklepě. Matka Marianne Brückner (1922–2011) byla pobaltskoněmeckého a švédského původu.
Dne 20. ledna 1978 se Kremer oženil s tehdy 19letou ruskou pianistkou Jelenou Baškirovou. Manželé se po několika letech rozešli a Baškirová se v roce 1978 podruhé provdala, a to za dirigenta a pianistu Daniela Barenboima.
Kremer již neovládá lotyštinu, kterou pochytil v dětství. Mluví však plynně rusky, anglicky, německy a francouzsky. Nadále cítí značnou spřízněnost s ruskou kulturou.

## Hudební kariéra
Kremer hraje na housle od svých čtyř let. Studoval na Hudební škole v Rize a od roku 1965 na Moskevské státní konzervatoři u světoznámého virtuóza Davida Oistracha. V roce 1969 vyhrál Paganiniho soutěž v Janově a v roce 1970 Čajkovského mezinárodní soutěž v Moskvě. Od roku 1975 koncertoval i na Západě, kam v roce 1978 emigroval.
Je všeobecně uznáván kvůli šířce svého repertoáru, jenž sahá od Johanna Sebastiana Bacha a Antonia Vivaldiho až ke skladatelům současné hudby, jako jsou například Ástor Piazzolla, George Enescu, Philip Glass, Alfred Schnittke, Lera Auerbach, Arvo Pärt a John Adams. Jedno ze svých děl mu věnovala i skladatelka Sofia Gubajdulina.
Kremer založil v roce 1996 komorní soubor Kremerata Baltica, ve kterém sdružuje mladé hudebníky z pobaltských zemí. V roce 2001 mu byla udělena Hudební cena UNESCO.
Hraje na houslích značky Guarneri del Gesù z roku 1730.